# Ủy ban Nhà nước Liên Xô về Phát thanh - Truyền hình
Ủy ban Nhà nước Liên Xô về Phát thanh - Truyền hình (tiếng Nga: Государственный комитет СССР по телевидению и радиовещанию) là cơ quan chuyên trách quản lý lĩnh vực quản lý truyền thông của Liên bang Cộng hòa Xã hội Chủ nghĩa Soviet (1917-1991).